# Olof-Persatjärnen
Olof-Persatjärnen är en sjö i Bodens kommun i Norrbotten och ingår i Råneälvens huvudavrinningsområde.